# Capparis longipes
Capparis longipes är en kaprisväxtart som beskrevs av Elmer Drew Merrill. Capparis longipes ingår i släktet Capparis och familjen kaprisväxter. Inga underarter finns listade i Catalogue of Life.